# Alsophila salletii
Alsophila salletii là một loài dương xỉ trong họ Cyatheaceae. Loài này được Tardieu & C. Chr. R.M. Tryon mô tả khoa học đầu tiên năm 1970.